# أنيتا (مغنية)
لاريسا دي ماسيدو ماشادو ماغلاهيس (Larissa De Macedo Machado Magalhães) و تعرف أكثر باسم أنيتا (Anitta).هي مغنية وكاتبة أغاني وممثلة و راقصة ومنتجة برازيلية من مواليد 30 مارس 1993.

## روابط خارجية
- أنيتا على موقع IMDb (الإنجليزية)
- أنيتا على موقع ميتاكريتيك (الإنجليزية)
- أنيتا على موقع روتن توميتوز (الإنجليزية)
- أنيتا على موقع ميوزك برينز (الإنجليزية)
- أنيتا على موقع أول موفي (الإنجليزية)
- أنيتا على موقع أول ميوزيك (الإنجليزية)
- أنيتا على موقع ديسكوغز (الإنجليزية)
- أنيتا على موقع ديسكوغز (الإنجليزية)
- أنيتا على موقع قاعدة بيانات الفيلم (الإنجليزية)
- أنيتا على موقع كينوبويسك (الروسية)